# Výbor Evropského parlamentu pro průmysl, výzkum a energetiku
Výbor pro průmysl, výzkum a energetiku (ITRE) je výbor Evropského parlamentu. Oblasti jeho působnosti se týkají průmyslu, zejména technologicky náročné výroby, informačních technologií a telekomunikací. Koordinuje také evropskou vesmírnou politiku, a proto má vazby na Evropskou kosmickou agenturu. Má dozorové povinnosti ve vztahu ke Společnému výzkumnému centru a Ústavu pro referenční materiály a měření a obdobným projektům.
Současnou předsedkyní výboru, zvolenou 10. července 2019, je Adina-Ioana Văleanová.

## Energetická politika
Jednou z hlavních oblastí činnosti výboru je energetická politika, bezpečnost a účinnost. Sledují dodržování Smlouvy o Euratomu v oblasti nakládání s jaderným odpadem. Pařížská dohoda a Zelená dohoda pro Evropu postavily změnu klimatu a energetickou transformaci do centra pozornosti. Prostřednictvím výboru byly prosazeny politiky na podporu čistých technologií, jako je obnovitelná energie nebo vodík.

## Zajímavosti
V minulosti se výbor ITRE kromě dalších tří oblastí působnosti, které má stále, zabýval také otázkami dopravy. Dopravní politika Evropské unie je však nyní pokryta parlamentním výborem pro dopravu a cestovní ruch.

## Seznam předsedů
| Jméno | Jméno                 | Období    | Politická strana       |
| ----- | --------------------- | --------- | ---------------------- |
|       | Amalia Sartoriová     | 2012–2014 | Evropská lidová strana |
|       | Jerzy Buzek           | 2014–2019 | Evropská lidová strana |
|       | Adina-Ioana Văleanová | 2019–     | Evropská lidová strana |